# Кусково (Томская область)
Кусково — деревня в Томском районе Томской области, Россия. Входит в состав Копыловского сельского поселения.

## Население
| 2002 | 2008 | 2009 | 2010 | 2011 | 2012 | 2013 |
| ---- | ---- | ---- | ---- | ---- | ---- | ---- |
| 14   | ↘13  | ↗17  | ↗21  | →21  | ↘19  | ↗25  |
| 2014 | 2015 | 2021 |      |      |      |      |
| ↘22  | ↗26  | ↗51  |      |      |      |      |

## География
Расстояние до центра сельского поселения (с. Малиновка) — 10 км, до Томска — 20 км. Село находится примерно в 200 м от трассы Томск — Итатка и железнодорожной ветки Томск—Белый Яр.